# Casa Alfred Santamaria (Cardedeu)
La Casa Alfred Santamaria és un habitatge del municipi de Cardedeu (Vallès Oriental) protegit com a bé cultural d'interès local. Edifici aïllat d'habitatge que, alineat a dos carrers, està compost de planta baixa i pis. Façanes planes de granit amb sòcol. La planta baixa i el pis han set restaurats i resta un primitiu frontó i la balustrada que corona les parts laterals de l'edifici. A la façana principal hi ha quatre pinacles sobre la balustrada que reforcen l'edifici. El frontó és de perfil sinuós i el capcer ornamentat amb elements vegetals. En general, la composició del frontó, així com la balustrada, està ornamentada amb motius vegetals. L'estucat és d'estil Lluís XV. Aquest mateix tipus d'estucat espot observar al frontó de la Torre Iris d'en Respall a la Garriga. Els materials emprats són: el maó arrebossat i la pedra
A l'Arxiu Municipal de Cardedeu existeix un projecte de reforma de façana degut a M. J. Raspall, datat el 20-11-1906. Està situat a la carretera de Caldes, via oberta a la circulació cap a l'any 1864. Aquest fet, juntament a la instal·lació de la via fèrria el 1860 i el traçat del carrer Sant Antoni el 1876, que unia el centre de la vila al ferrocarril, fou un dels trets fonamentals del creixement que es produí a la vila a finals de segle xix i principis del passat. Durant aquest període, al llarg de la carretera de Caldes, es foren construint torres i cases de nova planta on estiuejaven els cardedeuencs residents a Barcelona.